# Szpakowo
Szpakowo [ʂpaˈkɔvɔ] est un village polonais de la gmina de Jaświły dans le powiat de Mońki et dans la voïvodie de Podlachie. Il se situe à environ 8 kilomètres au nord-est de Mońki et à 40 kilomètres au nord-ouest de Bialystok. 